# Mesargus hyboma
Mesargus hyboma är en insektsart som beskrevs av Cai och Kuoh. Mesargus hyboma ingår i släktet Mesargus och familjen dvärgstritar. Inga underarter finns listade i Catalogue of Life.